# Solanum sparsipilum
Solanum sparsipilum là loài thực vật có hoa trong họ Cà. Loài này được (Bitter) Juz. & Bukasov miêu tả khoa học đầu tiên năm 1937.